# ヴィル・ヴァルゲ・ウォッカ

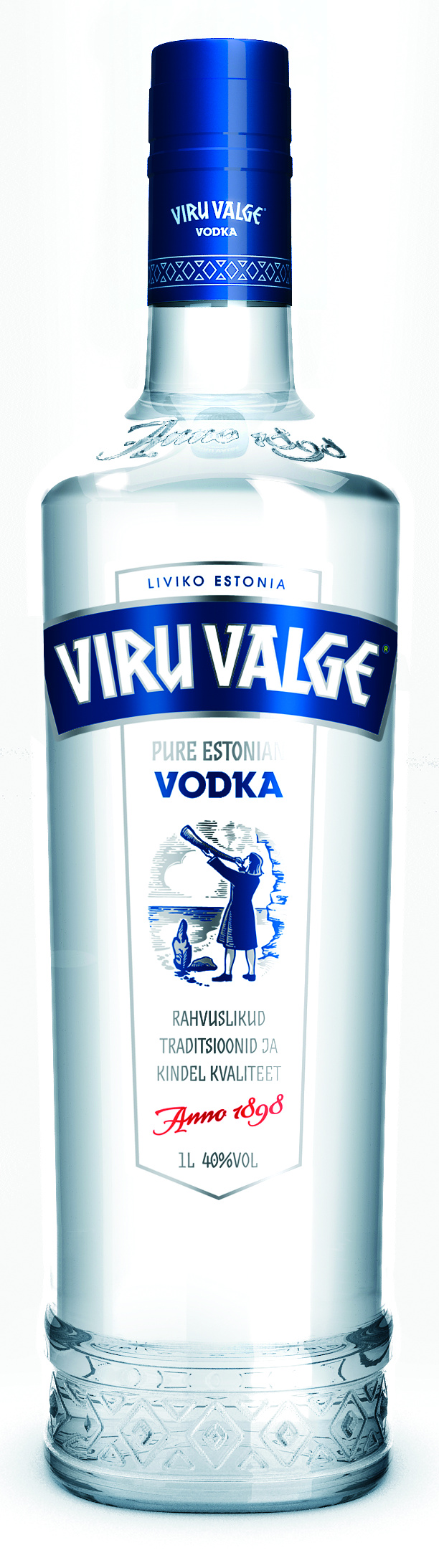
ヴィル・ヴァルゲの瓶。

ヴィル・ヴァルゲ・ウォッカ（Viru Valge Vodka）は、エストニア産のウォッカである。リビコ（Liviko）社が生産している。アルコール度数は、38%、40%、80%がある。
なお、スイカ味やイチゴ味などのフレーバード・ウォッカもあり、こちらのアルコール度数は38%である。
この他、同じくリビコ社が生産しているスイカ・青りんごやピンク・グレープフルーツなどの果汁とヴィル・ヴァルゲ・ウォッカを混合した混成酒のヴィル・ヴァルゲ・クーラー（Viru Valge Cooler）と言う製品もある。